# New Zealand Concert
| Recensione | Giudizio |
| ---------- | -------- |
| AllMusic   |          |

New Zealand Concert è un album dal vivo del gruppo musicale statunitense Eagles, pubblicato nel 2009.

## Il disco
L'album consiste di due CD contenenti i brani suonati durante un'esibizione a Christchurch nel novembre del 1995. Delle tracce incluse, sedici provengono dagli album degli Eagles e dieci dagli album da solisti che i membri pubblicarono durante la pausa del gruppo dal 1981 al 1993.

## Tracce

### Disco 1
1. Hotel California (Don Felder, Glenn Frey, Don Henley)
2. Victim of Love (Don Felder, Glenn Frey, Don Henley, J.D. Souther)
3. New Kid in Town (Glenn Frey, Don Henley, J.D. Souther)
4. Wasted Time (Glenn Frey, Don Henley)
5. Pretty Maids All in a Row (Joe Vitale, Joe Walsh)
6. The Girl From Yesterday (Glenn Frey, Jack Tempchin)
7. I Can't Tell You Why (Glenn Frey, Don Henley, Timothy B. Schmit)
8. Ordinary Average Guy (Joe Walsh)
9. Lyin' Eyes (Glenn Frey, Don Henley)
10. One of These Nights (Glenn Frey, Don Henley)
11. Tequila Sunrise (Glenn Frey, Don Henley)
12. Help Me Thru the Night (Joe Walsh)
13. Love Will Keep Us Alive (Jim Capaldi, Paul Carrack, Peter Vale)
14. The Heart of the Matter (Mike Campbell, Don Henley, J.D. Souther)

### Disco 2
1. You Belong to the City (Glenn Frey, Jack Tempchin)
2. The Boys of Summer (Don Henley, Mike Campbell)
3. Funk #49 (Jim Fox, Dale Peters, Joe Walsh)
4. Dirty Laundry (Danny Kortchmar, Don Henley)
5. Smuggler's Blues (Glenn Frey, Jack Tempchin)
6. Life's Been Good (Joe Walsh)
7. Heartache Tonight (Bob Seger, Don Henley, Glenn Frey, J.D. Souther)
8. Life in the Fast Lane (Don Henley, Glenn Frey, Joe Walsh)
9. Already Gone (Jack Tempchin, Robb Strandlund)
10. Rocky Mountain Way (Rocke Grace, Kenny Passarelli, Joe Vitale, Joe Walsh)
11. Desperado (Glenn Frey, Don Henley)
12. Take It Easy (Duke Ellington, Glenn Frey, Jackson Browne, Mad Lion)

## Formazione
- Don Henley - batteria, voce
- Glenn Frey - chitarra, voce
- Timothy B. Schmit - basso, voce
- Joe Walsh - chitarra, voce
- Don Felder - chitarra